# Salmoneloza
Salmoneloza je simptomatska infekcija uzrokovana bakterijama tipa Salmonella. Najčešći simptomi su dijareja, groznica, grčevi u stomaku, i povraćanje. To se obično događa između 12 sati i 36 sati nakon izlaganja, i ovi simptomi traju od dva do sedam dana. Povremeno znatnija bolest može da rezultira dehidracijom. Stari, mladi, i drugi sa oslabljenm imunskim sistemom imaju veće šanse da razviju ozbiljnu bolest. Specifični tipovi Salmonella mogu da dovedu do tifoidne groznice ili paratifoidne groznice.
Postoje dve vrste bakterije Salmonella: Salmonella bongori i Salmonella enterica sa mnoštvom podvrsta. Infekcija se obično prenosi konzumiranjem kontaminiranog mesa, jaja ili mleka. Ostale namirnice mogu dovesti do širenja bolesti ako su došle u kontakt stajskim đubrivom. Brojni kućni ljubimci, uključujući mačke, pse i gmizavci, takođe mogu da nose i šire infekciju. Bolest se dijagnozira putem testa stolice.
Napori da se spreči bolest obuhvataju pravilnu pripremu i kuvanje hrane. Blagi vid bolesti obično ne zahteva specifični tretman. Kod ozbiljnijih slučajeva može da bude neophodan tretmant radi regulacije elektrolitnog uneravnoteženja i intravenskog unosa fluida. Kod osoba s visokim rizikom ili kod kojih se bolest proširila izvan creva, preporučuju se antibiotici.
Salmoneloza je jedan od najčešćih globalnih uzroka dijareje. Godine 2015. je bilo 90.300 smrtnih slučajeva od netifoidnih i 178.000 od tifoidnih salmoneloza. U Sjedinjenim Državama se javlja oko 1,2 miliona slučajeva i 450 smrtnih ishoda godišnje. U Evropi je salmoneloza druga najčešća bolest uzrokovana hranom, nakon kampilobakterioze.

## Izvori zaraze
Uobičajeni izvori salmonele su životinje koje se uzgajaju zbog mesa, živina, sirovo mleko, jaja i proizvodi od jaja. Drugi opisani izvori uključuju zaražene kornjače – kućni ljubimci, grimiz (karmin, vrsta crvene boje) i kontaminirana marihuana.
Predisponirajući činioci za infekciju salmonelom su gastrektomija, aklorhidrija (ili upotreba antacida), anemija srpastih ćelija, splenektomija, povratna groznica, malarija, bartoneloza, ciroza, leukemija, limfom i HIV infekcija. Najopasniji oblik salmoneloze je trbušni tifus, koji uzrokuje bakterija Salmonella typhi. Međutim i manje opasne zaraze koje uzrokuje Salmonella enteritidis ostaju važan javnozdravstveni problem. Mnogi su serotipovi S. enteritidis imenovani, te se neformalno o njima govori kao o posebnim vrstama, iako oni to nisu. Najčešći Salmonella serotipovi u SAD su: S. typhimurium, S. enteritidis, S. newport, S. infantis, S. agona, S. montevideo, S. saint-paul
Salmonela se uglavnom prenosi proizvodima životinjskog porekla, u koje tipično dolazi prigodom klanja u kojem se na meso mogu proširiti bakterije što se nalaze u crevima životinja; takođe je čest način prenošenja na ljuski kokošjih jaja i putem mleka. Međutim salmonela se može prenijeti i putem druge hrane, pa i sa drugih zaraženih površina i kontaktom sa zaraženim ljudima.
Salmonela nije otporna na visoke temperature, te neće izdržati zagrevanje na 70 stupnjeva celzijusa više od dva minuta. Dobro kuvana hrana nije međutim uvek posve sigurna: naime se u kuhinjama se može dogoditi da se bakterije prenose kontaktom sa sirove hrane na onu već pripremljenu.
Salmonela može opstati na suvim površinama i po mesec dana, a na mokrim mestima i po tri meseca. Na temperaturama većim od 20 stupnjeva celzijusa salmonela je agilnija i time zaraznija.

## Simptomi i znaci
Klinički se infekcija salmonelom može prezentirati kao gastroenteritis, paratifusni sindrom ili salmonelna groznica, bakterijski sindrom ili žarišna bolest. Svaki serotip salmonele može da izazove bilo koji ili sve dole opisane kliničke sindrome, iako je određeni serotip često povezan sa specifičnim sindromom. Moguća je i pojava asimptomatskog kliconoštva.
Gastroenteritis obično počinje 12 do 48 sati nakon ingestije organizama s mučninom i grčevima u trbuhu, nakon čega sledi proliv, vrućica, a ponekad i povraćanje. Stolice su obično vodenaste, ali mogu biti i retko kašaste ili poluformirane. Sluz ili krv su retko prisutni u stolici. Bolest je obično blaga i traje 1 do 4 dana. Ponekad dolazi do teže i dugotrajnije bolesti. U uzorcima stolice obojеnim metilenskim plavilom, često se vide leukociti, što ukazuje na inflamatorni kolitis. Dijagnoza se potvrđuje izolacijom Salmonelle iz koprokulture ili obriska rektuma.
Paratifusni sindrom ili salmonela vrućica je sistemski sindrom karakterisan vrućicom, prostracijom i bakterijemijom. Prototip ovog sindroma jest trbušni tifus. Identičnu prezentaciju, iako često klinički ne tako tešku, može izazvati S. paratyphi A, B i C.
Žarišne manifestacije infekcija salmonelama mogu se pojaviti uz trajnu bakterijemiju ili bez nje. Kod bolesnika s bakterijemijom, moguća je pojava lokalizovane infekcije koja može zahvatiti gastrointestinalni trakt (jetru, žučni mehur i crvuljak), endotelne površine (aterosklerotske plakove, ileofemoralne ili aortalne aneurizme, srčane zaliske), perikard, moždane ovojnice, pluća, zglobove, kosti, genitourinarni trakt ili meka tkiva. Ponekad može doći do infekcije preegzistentnih solidnih tumora, uz razvoj apscesa koji tada mogu postati izvor salmonelne bakterijemije. Najčešći uzročnici žarišnih infekcija su S. choleraesuis i S. typhimurium.
Bakterijemija je relativno retka u bolesnika s gastroenteritisom. S. choleraesuis, S. typhimurium i S. heidelberg, među ostalima, mogu uzrokovati sindrom protrahirane bakterijemije koja traje više od nedelju dana. Iako su hemokulture pozitivne, koprokulture su uglavnom negativne. Bolesnici s AIDS-om ili HIV infekcijom, mogu imati ponavljane epizode bakterijemije ili druge invazivne infekcije (npr. septički artritis) uzrokovane salmonelom. Bolesnike s višekratnim infekcijama salmonelom, koji nemaju drugih rizičnih činioca, treba testirati na HIV.
Postoje indikacije da kliconoše nemaju značajnu ulogu u izbijanju većih epidemija netifusnog gastroenteritisa. Izlučivanje organizama stolicom koje traje duže od godinu dana, pojavljuje se u samo 0,2 do 0,6% bolesnika s netifusnim salmonelozama.
Dijagnoza se postavlja izolacijom organizma iz stolice ili drugog inficiranog mesta. Prognoza je obično dobra, ako nema druge teže bolesti u podlozi.

### Dugoročni sindromi
Salmoneloza je asocirana sa kasnijim sindromom iritabilnih creva i upalnom bolesti creva. Međutim nema evidencije da je salmoneloza direktan uzročnik.
Mali broj ljudi pogođen salmonelozom doživljava reaktivni artritis, koji može trajati mesecima ili godinama i može dovesti do hroničnog artritisa. Kod srpaste anemije, osteomielitis usled Salmonella infekcije mnogo češći nego kod opšte populacije. Mada je Salmonella infekcija često uzrok osteomielitisa kod ljudi sa srpastom anemijom, ona nije najčešći uzročnik, već je to Staphylococcus infekcija.
Oni koji su zaraženi mogu postati asimptomatski nosioci, ali to je relativno neuobičajeno, sa zaraznošću opaženim kod samo 0,2 do 0,6% slučajeva nakon godinu dana.

## Profilaksa i lečenje
Od najveće je važnosti prevencija kontaminacije namirnica od strane inficiranih životinja ili ljudi. S živinom, mesom, jajima i drugom hranom, mora se pravilno rukovati i treba je pravilno kuvati, spremati i držati u hladnjaku. Potrebno je identifikovati i kontrolisati inficirane životinje (npr. gmizavce koji se drže kao kućni ljubimci) i potencijalno kontaminirane supstance (grimiz). Preventivne mere koje se primenjuju kod trbušnog tifusa, mogu se takođe primeniti na većinu ostalih crevnih infekcija. Od bitne je važnosti prijavljivanje pojedinačnih slučajeva.
Gastroenteritis se leči simptomatski, rehidracijom i laganom dijetom. Antibiotici produžuju izlučivanje organizama i njihova primena u nekomplikovanim slučajevima nije opravdana. Zbog veće smrtnosti ipak treba lečiti antibioticima štićenike domova za starije osobe, dojenčad i bolesnike s HIV infekcijom ili AIDS-om. Rezistencija na antibiotike je češća kod netifusnih salmonela, nego kod S. typhi. Kotrimoksazol, 5 mg/kg trimetoprima peroralno, svakih 12 sati za decu ili ciprofloksacin 500 mg peroralno svakih 12 sati za odrasle, prihvatljive su sheme lečenja. Neimunokompromitovani bolesnici se leče 3 do 5 dana, dok onima s AIDS-om može biti neophodna produžena supresiju, kako bi se sprečili relapsi. Sistemska ili žarišna bolest se liči antibioticima u dozama koje su opisane za trbušni tifus. Protrahirana bakterijemija se uglavnom leči 4 do 6 nedelja. Apscese se hirurški dreniraju; nakon hirurškog zahvata potrebno je barem 4 nedelje antibiotske terapije. Inficirane aneurizme, srčani zalisci, te infekcije kostiju i zglobova, obično zahtevaju produženo lečenje antibioticima.
Asimptomatsko kliconoštvo obično spontano prestaje i antibiotsko je lečenje retko potrebno. Antibiotici mogu da produže izlučivanje organizama stolicom i nakon što je davanje leka prekinuto. U posebnim slučajevima (npr. ljudi koji manipulišu hranom ili zdravstveni radnici) može se pokušati eradikacija ciprofloksacinom 500 mg peroralno svakih 12 h tokom mesec dana, ali je kontrolne koprokulture potrebno raditi nedeljama nakon primene leka, kako bi se dokazala eliminacija salmonele.

## Spoljašnje veze
|  | Molimo Vas, obratite pažnju na važno upozorenje u vezi sa temama iz oblasti medicine (zdravlja). |